# Sideridis pseudoyu
Sideridis pseudoyu là một loài bướm đêm trong họ Noctuidae.